# Marika Zagorisiou
Marika Zagorisiou

Link zum Bild

Maria „Marika“ Zagorisiou (griechisch Μαρίκα Ζαγορησίου, * 1921 in Kavala; † 2013 in Athen) war eine griechische Architektin, Bauforscherin und Autorin.

## Biografie
Sie besuchte das Praktische Lyzeum von Kavala in den Jahren 1932 bis 1938. Danach legte sie die Aufnahmeprüfungen an der Ethnikon Metsovion Polytechnion School of Architecture erfolgreich ab und ließ sich mit 17 Jahren in Athen nieder. Als Absolventin von 1943 war sie eine von zwölf Frauen, die seit der Gründung der Schule dort ihren Abschluss gemacht hatten. Sie studierte bei Anastasios Orlandos und Dimitris Pikionis. Während ihres Studiums arbeitete sie bereits als Assistentin von Kostas Biris in der Stadtverwaltung von Athen, wo sie die neoklassizistischen Gebäude Athens kartierte und in Grafiken darstellte. Ihre Zeichnungen sind im Buch «Αι Αθήναι του Κλασσικισμού» („Athen des Klassizismus“) von Heinz Johannes und Kostas H. Biris mit einführenden Texten von Manos G. Biris (Nachdruck 2009) enthalten. Außerdem hatte sie als Studentin von Dimitris Pikionis für die Nationalstiftung («Εθνικού Ιδρύματος») und die Vereinigung Hellenische Volkskunst («Συλλόγου Ελληνική Λαϊκή Τέχνη») bei der Erstellung der Bände «Αρχοντικά της Καστοριάς» („Villen von Kastoria“) und «Σπίτια της Ζαγοράς» („Häuser von Zagora“) mitgewirkt. Nach ihrem Studium war sie für das Ministerium für öffentliche Arbeiten und das stellvertretende Ministerium für Wiederaufbau tätig. Mit ihrem Ehemann, dem Architekten Georgios N. Giannoullelis, dokumentierte sie während der Besatzung Griechenlands traditionelle Gebäude auf Lesbos.
Zwischen 1951 und 1956 arbeitete sie für die Griechische Zentrale für Fremdenverkehr (Ελληνικός Οργανισμός Τουρισμού, EOT). Dort errichtete sie die Hotels des von Charalambos Sfaellos geleiteten Xenia-Programms in Kastoria und Argostoli sowie das Touristen-Periptero in Edipsos. Das Xenia-Hotel in Kastoria wurde später umgenutzt und dient der Erweiterung des Byzantinischen Museums von Kastoria.
Während ihrer Tätigkeit im Ministerium für Wiederaufbau lernte sie Konstantinos A. Doxiadis kennen, für den sie ab 1955 bis 1975 arbeitete. Sie bearbeitete Projekte der Raumplanung, des Wohnungsbaus, der Stadtplanung sowie Planungsstudien unter anderem in Griechenland, im Irak, in Pakistan und Sambia. Ab 1969 war sie Leiterin des Athener Wohnzentrums («Αθηναϊκού Κέντρου Οικιστικής») und verantwortlich für das Forschungsprojekt über antike griechische Städte, das in 24 Bänden veröffentlicht wurde. Gleichzeitig beforschte sie die Architektur von Kreta und Lesbos.

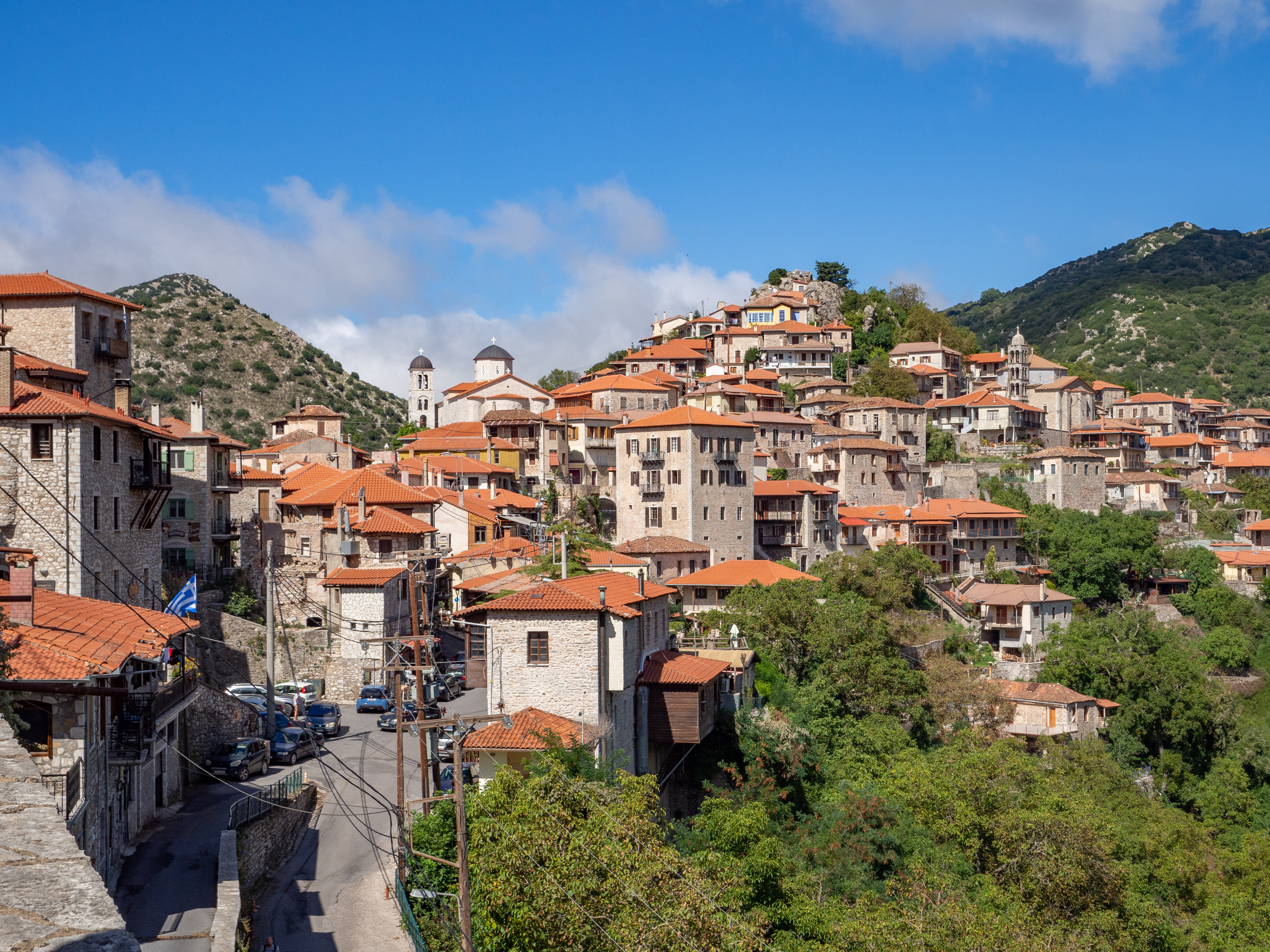
Dimitsana (2022)

Von 1975 bis 1986 arbeitete sie erneut für die EOT. Zwischen 1979 und 1982 war sie Leiterin der Abteilung für traditionelle Siedlungen. Im Programm zur Umnutzung typischer regionaler Gebäude in Gästehäuser der EOT wählte sie die geeigneten Gebäude aus, die anschließend denkmalgerecht restauriert wurden. Dazu gehörten die Häuser in Dimitsana.
Aus ihrer lebenslangen Forschung gingen drei Bücher hervor: Traditional architecture of Lesvos („Traditionelle Architektur von Lesbos“, 1995), Folk architecture in Crete („Traditionelle Architektur auf Kreta“, 1996) und Traditional Architecture of Dimitsana – Survey and proposals for restoration and development („Traditionelle Architektur von Dimitsana – Übersicht und Vorschläge zur Restaurierung und Entwicklung“, 1997). Das Buch von 1996 beschäftigt sich mit Architektur im ländlichen Kreta, die im Jahr 1945 von Marika Zagorisiou dokumentiert wurde, während sie in der Abteilung für Raumplanung und Städtebaustudien des Ministeriums für öffentliche Arbeiten beschäftigt war. Sie bilanzierte damals die Schäden des Krieges und der deutschen Besatzung. Ihre Aufzeichnungen umfassen hauptsächlich Siedlungen in den Provinzen Agios Vasilios und Pyrgiotissa im Regionalbezirk Rethymnon und einige im Bezirk Iraklio. Ihre „groben“ Handskizzen „mit Chinatinte und Feder auf Zigarettenpapier“ bewahrte sie in einer Schublade auf, bis sie ausgewertet und veröffentlicht wurden. Die Bände über Kreta und Dimitsana wurden 1998 von der Akademie von Athen auf Vorschlag von Pavlos Mylonas ausgezeichnet.
Das Archiv von Zagorisiou mit ihren Beschreibungen, Fotografien, Zeichnungen, Kommentaren und Notizen befindet sich heute im ANA (Archiv für neohellenische Architektur) des Benaki-Museums. Ihr Leben und Werk waren 2021 Teil der Ausstellung „Frau Architekt“ des Goethe-Institut. Zur 8. Ausgabe des Tages des italienischen Designs wurde 2024 die Ausstellung „Buone Nuove/Good News“. Women Changing Architecture, initiiert vom italienischen Außenministerium in Zusammenarbeit mit dem MAXXI – Museo nazionale delle arti del XXI secolo, im Byzantinischen und Christlichen Museum gezeigt. Neben den Griechinnen Elli Nikolaidou Vassilikiotis, Anastasia Tzakou und Alexandra Paschalidou-Moreti wurde die Architektin Marika Zagorisiou präsentiert.

## Bauten und Projekte (Auswahl)
- 1951–1952: EOT-Touristenkiosk in Edipsos, Euböa
- 1953: Einfamilienhaus für Michalis und Arginis Goutou, Kifisia Attika
- 1953: Xenia von Kastoria, „vom See“, mit Charalambos Sfaellos
- 1955: Xenia Kefalonia „Ainos“ in Argostoli, mit Charalambos Sfaellos und Spanos Kostas
- 1955: Wohnprojekt in Bagdad, Irak (im Rahmen ihrer Arbeit für Konstantinos Doxiadis)
- 1961–1962: Wohnkomplex weißer Häuser, Ormos Antikyron, Bezirk Voiotia
- 1963: Vorstudie zu städtischen Schlachthöfen in Lamia
- 1964: Kinderspielplatz von Ioannina
- 1975: Hotel in Nouadhibou, Mauretanien
- 1985: Grenzstation Ormenio, griechisch-bulgarische Grenze

## Schriften (Auswahl)
- mit G. Giannouleli: Παραδοσιακή αρχιτεκτονική της Λέσβου – Traditional architecture of Lesvos, Hrsg.: Τεχνικό Επιμελητήριο Ελλάδας (TEE), 1995, ISBN 960-7018-52-4
- Λαϊκή αρχιτεκτονική στην Κρήτη – Folk architecture in Crete, Hrsg.: Benaki-Museum, 1996, ISBN 960-85160-8-0
- Παραδοσιακή αρχιτεκτονική της Δημητσάνας. Έρευνα και προτάσεις για αποκατάσταση και αξιοποίηση – Traditional Architecture of Dimitsana – Survey and proposals for restoration and development Hrsg.: Benaki-Museum, 1997, ISBN 960-8452-44-9